# Плишкин, Алексей Владимирович
Алексей Владимирович Плишкин (род. 2 июля 1963; Челябинская область, Златоуст-36) — российский общественный деятель: главный редактор журнала для детей и подростков «Вверх» (2009–2016), руководитель Фонда поддержки развития общества «Наши дети» (2008–2016).

## Биография
Родился 2 июля 1963 года в городе Златоуст-36 (Челябинская область).
С 2008 года — работа в Фонде поддержки развития общества «Наши дети». В 2008—2016 годы — руководитель Фонда.
С 2009 по 2016 год — главный редактор познавательного журнала для детей и подростков «Вверх». С 2016 года — заместитель главного редактора журнала «Вверх».